# Хуг, Тим
Тим Хуг (нем. Tim Hug; род. 11 августа 1987 года в Золотурне) — швейцарский двоеборец, участник Олимпийских игр в Ванкувере.
В Кубке мира Хуг дебютировал в 2008 году, в январе 2009 года первый, и пока единственный раз попал в десятку лучших на этапе Кубка мира, в эстафете. Кроме этого на сегодняшний момент имеет 26 попаданий в тридцатку лучших на этапах Кубка мира, все в личных соревнованиях. Лучшим достижением в итоговом зачёте Кубка мира для Хуга является 41-е место в сезоне 2009-10.
На Олимпиаде-2010 в Ванкувере стал 9-м в команде, кроме того занял 35-е место в соревнованиях с нормального трамплина + 10 км и 33-е место в соревнованиях с большого трамплина + 10 км.
За свою карьеру участвовал в одном чемпионате мира, на чемпионате мира 2009 в Либереце, стартовал в трех гонках, лучший результат — 30-е место в соревнованиях с большого трамплина + 10 км.
Использует лыжи производства фирмы Fischer.